# Yanmar

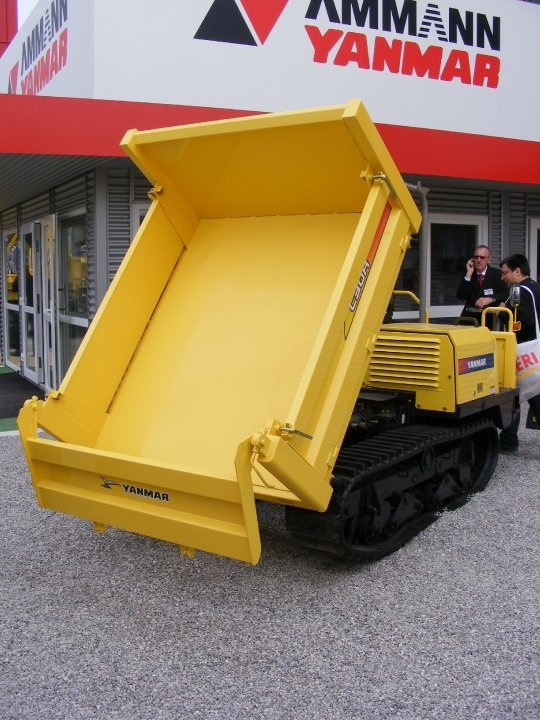
Ammann/Yanmar Stand auf der Bauma 2010 mit einem Yanmar Dumper

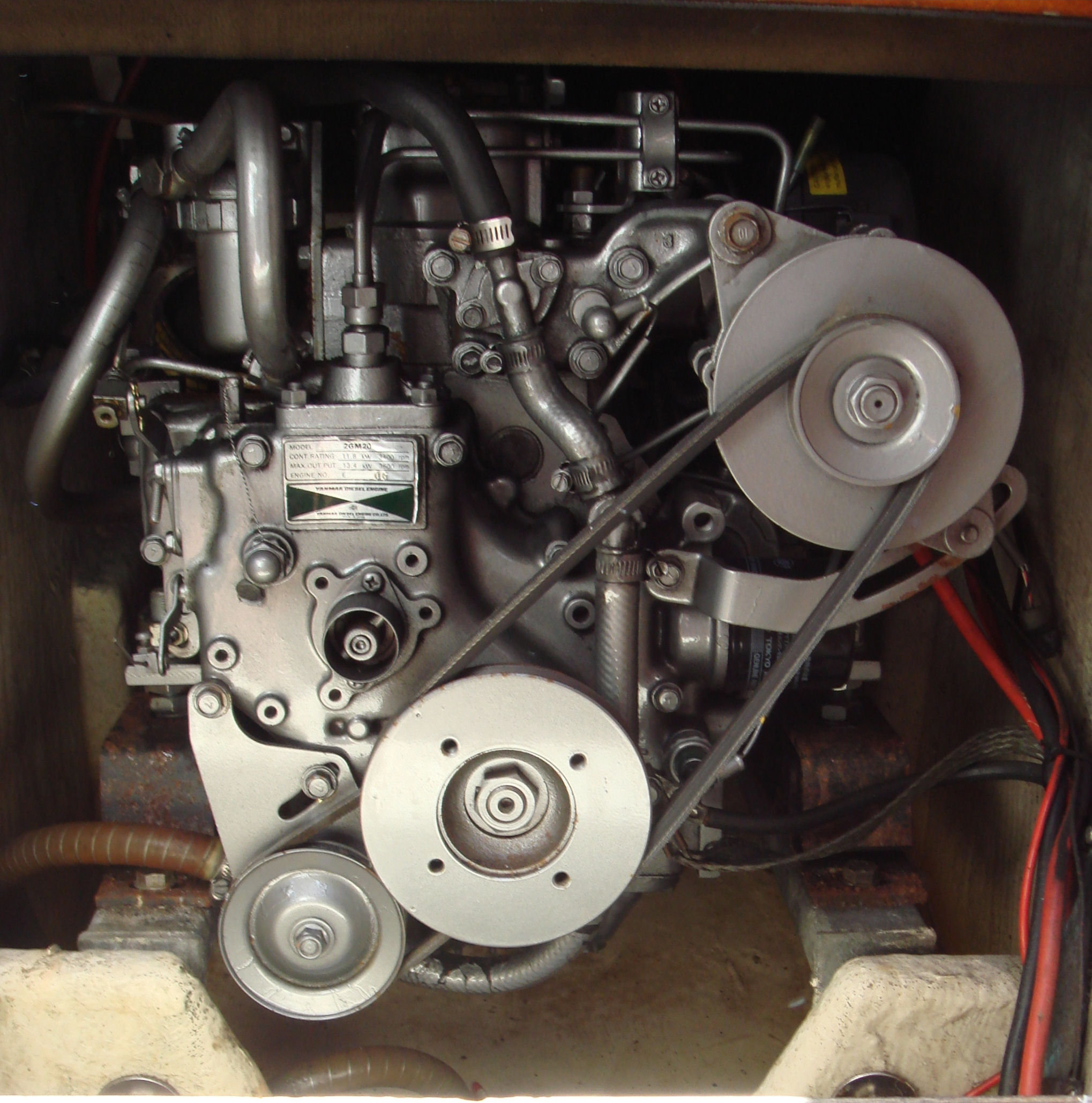
Yanmar 2GM20 in einem Segelboot (2-Zylinder-20-PS-Dieselmotor)

Yanmar Co., Ltd. ist ein internationales Maschinenbauunternehmen aus Japan mit Produktions- und Vertriebsstätten in Europa, Nord- und Südamerika sowie Asien. Yanmar stellt hauptsächlich Motoren für Boote und Schiffe sowie Baumaschinen und kleinere Traktoren her.

## Geschichte

### Gründungszeit
Das Unternehmen wurde 1912 als Yamaoka Hatsudōki Kōsakusho gegründet. Seit 1921 wird der Markenname Yanmar verwendet. 1933 wurde die nach eigenen Angaben „erste praktisch kleine Dieselmaschine“ entwickelt und 1942 das erste Werk "Nagahama" eröffnet. Seit 1947 werden kleine Dieselmotoren, vorrangig für den Einsatz in Baumaschinen, Generatoren und Booten hergestellt und verkauft. 1952 erfolgte die Umbenennung in Yanmar Diesel Engine Co., Ltd.

### Neue Märkte
1961 wurde ein Ableger des Konzerns gegründet, der sich im Bereich der Landmaschinen engagiert, die Yanmar Agricultural Equipment Co., Ltd. Im folgenden Jahr eröffnete der Konzern seine erste Niederlassung außerhalb Japans in Singapur als Servicestation. Im gleichen Jahr starb der Gründer Magokichi Yamaoka. Nachfolger wurde Yasuhito Yamaoka, der bereits nach einem Jahr 1963 verstarb und durch Tadao Yamaoka, den noch heute aktiven Vorsitzenden, ersetzt wurde. 1966 wurde die zweite Servicestation außerhalb Japans in Thailand eröffnet. Im Zuge der Erweiterung wurden auch Baumaschinen hergestellt und verkauft. 1967 kam eine Außenstelle in Malaysia hinzu. Seit 1972 ist der Konzern auch in Indonesien zu finden; im gleichen Jahr wurden die Yanmar Shipbuilding & Engineering Co., Ltd. und die Yanmar Sangyo Co., Ltd. gegründet. In Europa ist das Unternehmen seit 1976 mit einer Servicestation in den Niederlanden vertreten. Auf dem amerikanischen Kontinent wurde der erste Standort 1981 in den USA gegründet.
1982 begann Yanmar mit der Herstellung von Gasturbinen, 1984 mit der Fertigung von Außenbordern. Yanmar wurde damit der einzige Serienhersteller von Diesel-Außenbordmotoren. Im Jahre 1989 kam es zur Gründung des Joint-Ventures Ammann-Yanmar Frankreich mit Sitz in Saint-Dizier zur Herstellung von Mini- und Midibaggern, Rad- und Raupenladern. 1996 wurde eine neue Fabrik in Biwa (Japan) eröffnet, in der heute knapp 400.000 Industriedieselmotoren pro Jahr hergestellt werden.
Seit 1999 wurden auch in den Niederlanden Bootsmotoren produziert. Deren Leistungsspektrum wurde nach oben erweitert, das Programm durch Dieselmotoren für Fischereischiffe, Fähren, Schlepper usw. ergänzt. Im Jahr 2012 wurde ein überarbeiteter schnelllaufender 12-Zylinder-Schiffsdiesel mit 1340 kW bei 1940/min. vorgestellt.
Seit 2005 ist Yanmar am indischen Traktorenhersteller International Tractors Limited mit seiner Traktorenmarke Solis beteiligt, zuerst mit 12 Prozent, seit 2017 mit 30 Prozent.
2016 übernahm Yanmar das europäische Kompaktbaumaschinengeschäft des Terex-Konzerns. Der Kauf in Höhe von rund 60 Millionen USD umfasste auch den deutschen Produktionsstandort in Crailsheim sowie den Ersatzteillogistikstandort in Rothenburg ob der Tauber.
Im Jahr 2024 übernahm Yanmar das indische Produktionswerk von Claas in Chandigarh. Das Werk, das bisher kleine Kompaktmähdrescher und Reispflanzmaschinen herstellte, wurde zum 30. September 2024 vollständig in die japanische Unternehmensgruppe integriert.